# Všechny mé hříchy budou vzpomenuty
Všechny mé hříchy budou vzpomenuty (v anglickém originále Be All My Sins Remember'd) je 11. epizoda 4. série sci-fi seriálu Hvězdná brána: Atlantida.

## Děj
Asurané nadále pokračují ve vyhlazování lidské populace v galaxii s cílem zničit Wraithy, ale Atlanťané nyní disponují prostředky k sledování jejich lodí. Jedno lidské osídlení je napadeno a zničeno Asurany.
Mezitím dorazí na Atlantidu plk. Caldwell a plk. Ellis spolu s loděmi Daedalus a Apollo nově vybrojenými asgardskými plazmovými zbraněmi, s cílem konfrontovat asuranskou flotilu. Dr. McKay se dostane do sporu s plk. Ellisem a Samantha Carterová ukončí jejich konfrontaci a vynutí kompromis. McKay a wraithský vědec musí v deseti hodinách vytvořit program, který zničí replikátory. Lodě Apollo a Daedalus se sledovacím zařízením napadnou Asuranské lodě. Asuranská loď je lehce zničena několika výstřely jakmile opustí hyperprostor.
Překvapení Asurané stáhnou svou flotilu na Asuras, což umožňuje Altanťanům zničit flotilu a replikátory jedním úderem. Apollo a Daedalus však nemohou zvítězit proti celé flotile. McKay nakonec místo přerušení vazeb mezi nanity tyto vazby zesílí, což všechny nanity (tvořící replikátory) spojí do jedné masy tak husté, že učiní replikátory nečinnými. K přenesení programu vytvoří McKay nakonec lidského replikátora, FRAN.
Aby se však zbavili všech replikátorů, musí zabránit jejich flotile v úniku, což znamená jejich lodě vyřadit nebo zničit. Jelikož na to dvě lodě nestačí, uzavřou alianci s několika wraithskými loděmi a s Cestovateli, jež jim dodají 14 dalších lodí.